# Grand-mère
Une grand-mère est un grand-parent de sexe ou de genre féminin. Ses petits-enfants la surnomment affectueusement mamie.

## Fête
La fête des grands-mères ou fête des grand-mères est une fête annuelle célébrée dans plusieurs pays en l'honneur des grands-mères. Elle est notamment fêtée le deuxième dimanche d'octobre en Allemagne, le premier dimanche de mars en France et le 21 janvier en Pologne.

## Dans la culture

### Personnage
Grand-mère Kalle ou Kal est un personnage légendaire de l'île de La Réunion, département d'outre-mer français dans le sud-ouest de l'océan Indien. Vieille femme aux allures de sorcière, elle apparaît en tant que telle dans les contes réunionnais ainsi que dans la littérature d'enfance et de jeunesse réunionnaise. Personnage associé à l'esclavage, elle l'est également au Piton de la Fournaise, le volcan actif de l'île, où elle côtoie souvent Grand Diable, qui est parfois son époux.
Elvire Duck, née Écoutum (Elvira Coot en version originale), est un personnage de fiction de l'univers des canards créé par le dessinateur Al Taliaferro pour la Walt Disney Company. Connue sous le surnom de Grand-Mère Donald (Grandma Duck), elle est, en effet, la grand-mère (entre autres) de Donald Duck, Gontran Bonheur et Popop Duck, et l'arrière-grand-mère de Riri, Fifi et Loulou.

### Chanson
Grand-mère est une chanson de l'auteur-compositeur-interprète Jacques Brel. Elle sort en 1965 en single et sur le 33 tours 25 cm Jacky, précédent la sortie, en 1966, d'un 33 tours 30 cm de compilation considéré comme le huitième album de l'artiste.

### Films
Mamie est un court métrage d'animation franco-québécois par Janice Nadeau qui raconte l'histoire d'une jeune femme et sa grand-mère en Gaspésie. Le film a été lancé en ouverture du 19e Festival international du film pour enfants de Montréal le 27 février 2006.
Grand mère ne s'en laisse pas conter (Red Riding Hoodwinked) est un dessin animé de la série Looney Tunes réalisé par Friz Freleng et sorti en 1955.